# Liste der Kulturdenkmale in Kaitz
Die Liste der Kulturdenkmale in Kaitz umfasst sämtliche Kulturdenkmale der Dresdner Gemarkung Kaitz. Grundlage bildet das Denkmalverzeichnis des Themenstadtplans Dresden, das sämtliche bis Januar 2006 vom Landesamt für Denkmalpflege Sachsen erfassten Kulturdenkmale beinhaltet. Straßen und Plätze in der Gemarkung Kaitz sind in der Liste der Straßen und Plätze in Kaitz aufgeführt.

## Legende
- Bild: Bild des Kulturdenkmals, ggf. zusätzlich mit einem Link zu weiteren Fotos des Kulturdenkmals im Medienarchiv Wikimedia Commons. Wenn man auf das Kamerasymbol klickt, können Fotos zu Kulturdenkmalen aus dieser Liste hochgeladen werden:
- Bezeichnung: Denkmalgeschützte Objekte und ggf. Bauwerksname des Kulturdenkmals
- Lage: Straßenname und Hausnummer oder Flurstücknummer des Kulturdenkmals. Die Grundsortierung der Liste erfolgt nach dieser Adresse. Der Link (Karte) führt zu verschiedenen Kartendiensten mit der Position des Kulturdenkmals. Fehlt dieser Link, wurden die Koordinaten noch nicht eingetragen. Sind diese bekannt, können sie über ein Tool mit einer Kartenansicht einfach nachgetragen werden. In dieser Kartenansicht sind Kulturdenkmale ohne Koordinaten mit einem roten bzw. orangen Marker dargestellt und können durch Verschieben auf die richtige Position in der Karte mit Koordinaten versehen werden. Kulturdenkmale ohne Bild sind an einem blauen bzw. roten Marker erkennbar.
- Datierung: Baubeginn, Fertigstellung, Datum der Erstnennung oder grobe zeitliche Einordnung entsprechend des Eintrags in der sächsischen Denkmaldatenbank
- Beschreibung: Kurzcharakteristik des Kulturdenkmals entsprechend des Eintrags in der sächsischen Denkmaldatenbank, ggf. ergänzt durch die dort nur selten veröffentlichten Erfassungstexte oder zusätzliche Informationen
- ID: Vom Landesamt für Denkmalpflege Sachsen vergebene, das Kulturdenkmal eindeutig identifizierende Objekt-Nummer. Der Link führt zum PDF-Denkmaldokument des Landesamtes für Denkmalpflege Sachsen. Bei ehemaligen Kulturdenkmalen können die Objektnummern unbekannt sein und deshalb fehlen bzw. die Links von aus der Datenbank entfernten Objektnummern ins Leere führen. Ein ggf. vorhandenes Icon  führt zu den Angaben des Kulturdenkmals bei Wikidata.

## Liste der Kulturdenkmale in Kaitz
| Bild           | Bezeichnung | Lage                               | Datierung | Beschreibung | ID       |
| -------------- | --- | ---------------------------------- | --- | --- | -------- |
| Weitere Bilder | Kriegerdenkmal für Gefallene des Ersten Weltkrieges | Altkaitz (Karte)                   | 1922, aufgestellt (Kriegerdenkmal 1. Weltkrieg)                                                                          | für Gefallene Kaizer des Ersten Weltkrieges, Postament mit flachem Pyramidendach, schlichtem Zierrat und Inschriften, auf wuchtigem Sockel ruhend, eingezäunt, ortsgeschichtlich bedeutend | 09211958 |
|                | Amtslehngut Kaitz (ehem.): Gutsanlage mit repräsentativem Hauptgebäude, Wohnhaus, Seitengebäude einschl. Anbau, großer, markanter Scheune, Einfriedung, Toranlage und klassizistischem Gartenpavillon sowie Vorgärten und Hoffläche | Altkaitz 1; 1a; 1b; 1c; 1d (Karte) | um 1800 (Hauptgebäude); bez. 1829 (Gutsscheune); um 1800 (Wohnhaus); bez. 1830 (Seitengebäude); um 1830 (Gartenpavillon) | als weitgehend ursprünglich erhaltenes Ensemble von besonderer ortsgeschichtlicher Bedeutung, darüber hinaus baugeschichtlich wertvoll, im Zusammenhang mit dem Dorfkern städtebaulich und landschaftsgestalterisch von Belang | 09211952 |
|                | Wohnstallhaus, Seitengebäude und Toranlage eines ehem. Dreiseithofes | Altkaitz 2 (Karte)                 | 1. H. 19. Jh. (Wohnstallhaus)                                                                                            | beide Gebäude mit Fachwerk im Obergeschoss, mit dem ehemaligen Amtslehngut und Altkaitz 3 eines der bemerkenswertesten dörflichen Ensembles von Dresden (vgl. mit historischer Darstellung in Bergblumen 1891), baugeschichtlich und ortsgeschichtlich bedeutend | 09211954 |
|                | Wohnstallhaus und Toranlage eines ehemaligen Bauernhofes | Altkaitz 3 (Karte)                 | 1. H. 19. Jh. (Wohnstallhaus)                                                                                            | Gebäude mit Fachwerkobergeschoss, mit dem ehemaligen Amtslehngut und Altkaitz 2 eines der bemerkenswertesten dörflichen Ensembles von Dresden (vgl. mit historischer Darstellung in Bergblumen 1891), baugeschichtlich und ortsgeschichtlich bedeutend | 09211946 |
|                | Wohnstallhaus und Anbau eines Bauernhofes | Altkaitz 4a (Karte)                | 19. Jh. (Bauernhaus) | | 09211955 |
|                | Wohnstallhaus, Torgebäude, Scheune und Stützmauer eines Bauernhofes | Altkaitz 5 (Karte)                 | vor 1736 (Wohnstallhaus)                                                                                                 | mittlerweile modernisiert, wohl teilweise Ersatzneubau, weitestgehend zu Wohnzwecken umgebaut; bis 1844 erstes Schulgebäude des Dorfes | 09211956 |
|                | Hofemühle (ehem.): Wohnhaus, Seitengebäude, Scheune und Torbogen einer ehemaligen Mühlenanlage | Altkaitz 6 (Karte)                 | 2. Hälfte 18. Jh./1. Hälfte 19. Jh. (Mühle)                                                                              | baugeschichtlich und ortsgeschichtlich bedeutend | 09211957 |
|                | Schulkomplex aus zwei Gebäuden mit Verbindungsbau | Franzweg 2; 4 (Karte)              | 1844 (Schule) | historisierende Fassadengestaltung, dabei Eingangsachsen hervorgehoben, bau- und ortsgeschichtlich bedeutend Schulkomplex aus zwei Gebäuden mit Verbindungsbau, ursprünglicher Bau bis 1906 mehrfach erweitert | 09211960 |
|                | Wohnhaus mit Anbau | Franzweg 12 (Karte)                | bez. 1849 (Wohnhaus) | eines der ältesten Gebäude in Kaitz, 1849 umgebaut | 09211959 |
|                | Café Weinberg: Café mit Innenausstattung, dazu Einfriedung | Kaitzer Weinberg 12 (Karte)        | 1913 (Café) | baugeschichtlich bedeutend Innenausstattung aus dem Jahr 1912 in den Deutschen Werkstätten Hellerau gefertigt | 09211963 |
|                | Weinberghaus bzw. Pavillon am Kaitzer Weinberg mit Mauer und Pforte | Kaitzer Weinberg 14b (Karte)       | 2. H. 17. Jh. (Weinberghaus)                                                                                             | ortsgeschichtlich bedeutend | 09211962 |
|                | Begrenzungsmauer | Possendorfer Straße (Karte)        | 18. Jh. (Einfriedung) | ortsgeschichtlich bedeutend und ortsbildprägend | 09211948 |
|                | Mietshaus in offener Bebauung | Possendorfer Straße 13 (Karte)     | um 1895 (Mietshaus) | | 09211961 |
|                | Wohnhaus mit Anbau und kleinem Seitengebäude | Possendorfer Straße 27 (Karte)     | 1. H. 19. Jh. (Wohnhaus)                                                                                                 | einstiges Gutsarbeiterhaus, bildet mit dem gegenüberliegenden Amtslehngut ein ortsgeschichtlich bedeutsames Ensemble, des Weiteren sozialgeschichtliches Zeitzeugnis, vermittelt einen Eindruck von den Arbeits- und Lebensbedingungen seiner Erbauer, zudem städtebaulich bedeutend, da es mit den benachbarten Gutsarbeiterhäusern von Kaitz ein stadtentwicklungsgeschichtlich unverwechselbares Ensemble bildet, dieses insbesondere charakterisiert durch Anwesen aus Wohnhäusern mit Satteldächern und Seitengebäuden mit Pultdächern (Nr. 27, 29 und 35) sowie durch gleichartig erscheinende Giebel mit gekoppelten Fenstern und gestalterischer Betonung von Dachfirst und Traufen, dabei sind die Seitengebäude mit Pultdächern baulich mit den nachfolgenden Wohnhäusern verbunden | 09211951 |
|                | Wohnhaus mit kleinem Seitengebäude | Possendorfer Straße 29 (Karte)     | 1. H. 19. Jh. (Wohnhaus)                                                                                                 | Gutsarbeiterhaus (siehe Possendorfer Straße 27) | 09218229 |
|                | Wohnhaus | Possendorfer Straße 31 (Karte)     | 1. H. 19. Jh. (Wohnhaus)                                                                                                 | Gutsarbeiterhaus (siehe Possendorfer Straße 27) | 09211950 |
|                | Wohnhaus mit Anbau | Possendorfer Straße 33 (Karte)     | bez. 1857 (Wohnhaus) | Gutsarbeiterhaus (siehe Possendorfer Straße 27); (ehem. Gasthaus "Sängereiche") | 09218230 |
|                | Wohnhaus mit Seitengebäude | Possendorfer Straße 35 (Karte)     | 1. H. 19. Jh. (Wohnhaus)                                                                                                 | Gutsarbeiterhaus (siehe Possendorfer Straße 27) | 09218231 |
|                | Wohnhaus | Possendorfer Straße 37 (Karte)     | 1. H. 19. Jh. (Wohnhaus)                                                                                                 | Gutsarbeiterhaus (siehe Possendorfer Straße 27) | 09211949 |